# Helmut Bork
Helmut Bork (Danzig, 29 de maio de 1910 – 29 de julho de 1990) foi um comandante de U-Boot que serviu na Kriegsmarine durante a Segunda Guerra Mundial.

## Carreira militar
Helmut Bork ingressou na Kriegsmarine no ano de 1939, vindo a comissionar o U-Boot U-275 da classe VIIC no dia 25 de novembro de 1942.

### Primeira Patrulha de Guerra
Helmut Bork saiu em sua primeira patrulha de guerra no dia 4 de setembro de 1943 a partir da base de Bergen, retornando para a mesma base pouco depois, no dia 8 de setembro. Retomou a operação no dia seguinte, seguindo em direção ao Atlântico Norte. No dia 15 de setembro de 1943 se iniciou a operação Leuthen que envolveu um total de 20 U-Boots. A operação se estendeu até o dia 24 de setembro, quando foi dispersada sem que o U-Boot de Helmut Bork tenha entrado em combate.
No mesmo dia se deu inicio a operação Rossbach que envolveu um total de 26 U-Boots. O U-275 foi atacado por um bombardeiro Hudson no dia 1 de outubro de 1943, mas o ataque não atingiu o U-Boot. A operação Rossbach se estendeu até o dia 9 de outubro de 1943, e assim como na operação anterior, não entrou em combate contra os comboios de navios aliados. Encerrou a sua patrulha de guerra no dia 28 de outubro de 1943 ao entrar na base de La Pallice após ter permanecido no Oceano por 50 dias.

### Segunda Patrulha de Guerra
Saiu em sua segunda patrulha de guerra a partir da base de La Pallice no dia 29 de novembro de 1943. Participou da operação Borkum que se formou no dia 18 de dezembro de 1943 e contou com um total de 17 U-Boots. Às 05h05min do dia 24 de dezembro de 1943 atacou o contratorpedeiro USS Leary  atingindo um torpedo Gnat a estibordo, vindo a afundar após uma grande explosão ocorrida no interior da embarcação. Dos 176 tripulantes a bordo do contratorpedeiro, 97 morreram e os 79 sobreviventes foram resgatados pelo USS Schenck.
A operação Borkum foi encerrada no dia 3 de janeiro de 1944. Neste mesmo dia se encerrou a segunda patrulha de guerra de Helmut Bork, sendo necessário o retorno para a base de La Pallice pois este estava sofrendo de apendicite. Foi condecorado com a Cruz Germânica em Ouro no dia 21 de janeiro de 1944.

### Terceira Patrulha de Guerra
Iniciou a sua terceira patrulha de guerra no dia 20 de maio de 1944, participando no dia seguinte da operação Dragoner mas se retirou desta no dia 22 de maio, voltando para a base de Brest apenas quatro dias após o início da patrulha.

### Quarta Patrulha de Guerra
Saiu na sua quarta e última patrulha de guerra a partir da base de Brest no dia 6 de junho de 1944. Às 17h15min do dia 14 de junho, o U-275 sob o comando de Bork foi atacado por doze aeronaves britânicas Typhoon do 263º Esquadrão da RAF enquanto este deixava o porto de St. Peter, Guernsey. O U-Boot não foi danificado durante o ataque. Retornou e encerrou a sua quarta patrulha de guerra ao retornar para a base de Brest no dia 25 de junho de 1944, após ter permanecido por 20 dias no mar.

### Patentes
| Oberleutnant zur See | 1 de abril de 1943 |

### Condecorações
| Cruz de Ferro 2ª Classe            | 24 de abril de 1940   |
| Distintivo de Guerra Caça Minas    | novembro de 1940      |
| Distintivo de Guerra U-boot (1939) | 21 de janeiro de 1942 |
| Cruz de Ferro 1.ª Classe           | 4 de setembro de 1942 |
| Cruz Germânica em Ouro             | 21 de janeiro de 1944 |
| Broche do Fronte U-boot            | 4 de outubro de 1944  |

### Patrulhas
|       | U-Boot | Partida                | Partida    | Chegada               | Chegada    | Dias     | Toneladas |
| ----- | ------ | ---------------------- | ---------- | --------------------- | ---------- | -------- | --------- |
|       | U-275  | 12 de agosto de 1943   | Kiel       | 15 de agosto de 1943  | Bergen     | 4 dias   |           |
|       | U-275  | 24 de agosto de 1943   | Bergen     | 26 de agosto de 1943  | Trondheim  | 3 dias   |           |
|       | U-275  | 29 de agosto de 1943   | Trondheim  | 31 de agosto de 1943  | Bergen     | 3 dias   |           |
| 1     | U-275  | 4 de setembro de 1943  | Bergen     | 8 de setembro de 1943 | Bergen     | 5 dias   |           |
| 1     | U-275  | 9 de setembro de 1943  | Bergen     | 28 de outubro de 1943 | La Pallice | 50 dias  |           |
| 2     | U-275  | 29 de novembro de 1943 | La Pallice | 1 de dezembro de 1943 | La Pallice | 3 dias   |           |
| 2     | U-275  | 2 de dezembro de 1943  | La Pallice | 7 de dezembro de 1943 | La Pallice | 6 dias   |           |
| 2     | U-275  | 8 de dezembro de 1943  | La Pallice | 11 de janeiro de 1944 | La Pallice | 35 dias  | 1 090     |
|       | U-275  | 23 de abril de 1944    | La Pallice | 26 de abril de 1944   | Brest      | 4 dias   |           |
| 3     | U-275  | 20 de maio de 1944     | Brest      | 23 de maio de 1944    | Brest      | 4 dias   |           |
| 4     | U-275  | 6 de junho de 1944     | Brest      | 25 de junho de 1944   | Brest      | 20 dias  |           |
| Total | Total  | Total                  | Total      | Total                 | Total      | 123 dias | 1 090 t   |

### Navios afundados
Navios afundados por Helmut Bork:
| Data                   | U-Boot | Nome da Embarcação | Toneladas | Nacionalidade   | Local do ataque     |  |
| ---------------------- | ------ | ------------------ | --------- | --------------- | ------------------- |  |
| 24 de dezembro de 1943 | U-275  | USS Leary          | 1 090     | norte americano | 45° 15' N 21° 40' O |  |
| Total                  | Total  | Total              | 1 090 t   |                 |                     |  |

## Operações conjuntas de ataque
O Oberleutnant zur See Helmut Bork participou das seguinte operações de ataque combinado durante o comando do U-275:
- Rudeltaktik Leuthen[4] (15 de setembro de 1943 - 24 de setembro de 1943)
- Rudeltaktik Rossbach[5] (24 de setembro de 1943 - 9 de outubro de 1943)
- Rudeltaktik Borkum[9] (18 de dezembro de 1943 - 3 de janeiro de 1944)
- Rudeltaktik Dragoner[12] (21 de maio de 1944 - 22 de maio de 1944)

## Coordenadas
1. ↑  em posição 45° 15' N 21° 40' O